# 洛夫拉斯
洛夫拉斯（西班牙語：Lobras），是西班牙安达卢西亚自治区格拉纳达省的一个市镇。总面积16平方公里，2001年普查人口總數為152人，人口密度為每平方公里10人。